# Cinnamomum rigidissimum
Cinnamomum rigidissimum H.T.Chang – gatunek rośliny z rodziny wawrzynowatych (Lauraceae Juss.). Występuje naturalnie w południowych Chinach (w prowincjach Junnan i Guangdong, a także w regionie autonomicznym Kuangsi) oraz na południowym Tajwanie. 

## Morfologia
PokrójZimozielone drzewo dorastające do 22 m wysokości. Kora ma brązową barwę. Gałęzie są nagie i mają brązowoszarawą barwę.
LiścieNaprzeciwległe. Mają kształt od owalnego do eliptycznego. Mierzą 4–8 cm długości oraz 2–4 cm szerokości. Są nagie, mniej lub bardziej skórzaste. Nasada liścia jest klinowa. Blaszka liściowa jest o ostrym wierzchołku. Ogonek liściowy jest nagi i dorasta do 10–20 mm długości.
KwiatySą niepozorne, obupłciowe, zebrane po 3–11 w baldachogrona, są mniej lub bardziej owłosione, rozwijają się w kątach pędów. Kwiatostany dorastają do 3–6 cm długości, podczas gdy pojedyncze kwiaty mają długość 5 mm. Listki okwiatu mają białe plamki.
OwoceJagody o jajowatym kształcie, osiągają 20 mm długości i 14 mm szerokości, mają żółtokremową barwę.

## Biologia i ekologia
Rośnie w lasach. Występuje na wysokości do 1700 m n.p.m.